# Franz Palm (Tanzpädagoge)
Franz Palm (* 8. März 1907; † 24. Januar 1981) war ein deutscher Tanzpädagoge.

## Biographie
Palm war 1926 Gründer des Frankfurter Tanzkreises als „Tanz-, Sing- und Spielkreis“, den er bis 1970 leitete. Zwischen 1950 und 1970 war er stellvertretender Leiter im Arbeitskreis für Tanz im Bundesgebiet. Im Hauptberuf Abteilungsleiter des Jugendamts der Stadt Frankfurt am Main, war Franz Palm Tanzlehrer und ein Kenner der Volkstanzszene.
Besonders verdient machte er sich bei der Einführung des Square-Dance in Deutschland. Er übersetzte Tanzbeschreibungen aus dem Englischen ins Deutsche. Außerdem war er maßgeblich beteiligt bei der Einrichtung/Gründung des „Hauses der Jugend“ in Frankfurt-Sachsenhausen und eines Jugendchores.

## Schriften
- mit Horst Schernus, Herbert Langhans u. a. als Herausgeber (1958; 1961): Tänze im Konvolut: 1. Tänze aus dem Wilden Westen; 2. Tänze aus Amerika; 3. Europäische Tänze, Heft 1: Frankreich; 4. Europäische Tänze, Heft 4: Jugoslawien. Schaffende Jugend, Frankfurt a. M.; Regensburg: Bosse; Möseler Vlg., Wolfenbüttel,
- mit Helmut Segler als Herausgeber (1960): Tanzblätter, Fidula-Verlag.
- als Herausgeber (1961): Tänze aus Amerika: Play parties, mixer, couples, contra dances, square dances, im Auftrag des Arbeitskreises für Tanz im Bundesgebiet, Regensburg: Bosse. 2. Auflage 1964
- als Herausgeber (1964): Tänze aus Amerika: Mixer, Round Dances, Kontra Dances, Square Dances , im Auftrag des Arbeitskreises für Tanz im Bundesgebiet, Band 2, Regensburg: Bosse
- mit Hilda Lander (1976): Die Schein-Dramatik der Identitätskrise beim Lernziel: Einstellungsänderung im Bereich beruflicher Fortbildung, Supervision. In: Der Sozialarbeiter. Zeitschrift des Deutschen Berufsverbandes der Sozialarbeiter und Sozialpädagogen e.V. (3), S. 7–10.
- mit Hilda Lander: Sinnlich-humane Kommunikation durch Veränderung herrschender Tanzwerte, in: Jugendwohl 1977, S. 107–111

| Personendaten    | Personendaten          |
| ---------------- | ---------------------- |
| NAME             | Palm, Franz            |
| KURZBESCHREIBUNG | deutscher Tanzpädagoge |
| GEBURTSDATUM     | 8. März 1907           |
| STERBEDATUM      | 24. Januar 1981        |